# Megastomatohyla pellita
Megastomatohyla pellita är en groddjursart som först beskrevs av William Edward Duellman 1968.  Megastomatohyla pellita ingår i släktet Megastomatohyla och familjen lövgrodor. IUCN kategoriserar arten globalt som akut hotad. Inga underarter finns listade i Catalogue of Life.